# Рядовий і сержантський склад
Рядовий і сержантський склад у деяких арміях це звання які йдуть перед офіцерськими званнями. Термін може включати унтер-офіцерів або ворент-офіцерів, крім США де ворент-офіцери/чіф-ворент-офіцери є окремою категорією офіцерів які знаходяться над сержантським складом та підпорядковуються офіцерам. У більшості випадків військовослужбовці рядового і сержантського складу виконують спеціальні обов'язки які відповідають займаній посаді, на відміну від командних обов'язків старших офіцерів.

## Збройні сили Канади
У збройних силах Канади використовують термін non-commissioned member (військовослужбовець сержантського складу).

## НАТО
Кодуванням рангів які використовують у НАТО, для позначення рядового і сержантського складу є OR1–OR9 (знизу до гори), OR є скороченням від Other Ranks (інші звання).

## Збройні сили США
Рядовий і сержантський склад США не "йдуть" перед офіцерськими званнями, а є окремою ранговою системою, хоч і нижчою за повноваженнями. Офіційно молодий лейтенант, що командує взводом, по рангу вищий за старшину роти (перший сержант), але зобов'язаний прислухатися а іноді виконувати його настанови. Керуючі функції в армії США виконує сержантський склад (англ. NCO Corps), що є позвоночником армії (англ. backbone of the Army), а функції нагляду і планування зазвичай належить офіцерському складу. Використовуючи пост-совєтьску термінологію у значені старшина, Головний старшина або Старшина Армії у мирний час не може бути по службі підвищений у лейтенанти або в умовні прапорщики. Для ліпшого ознайомлення зі значенням сержантського складу можна переглянувши сержантську клятву (Noncommissioned officer's creed). Щоб отримати повноваження військового офіцера чи умовного прапорщика, військовослужбовець любого рангу мусить мати неповну вищу освіту і закінчити спеціальні курси, а також бути в змозі пройти перевірку безпеки до чутливої інформації (англ. security clearance).

### Рівень оплати
П'ять гілок збройних сил США для позначення рівня оплати (англ. pay grade, Uniformed services pay grades of the United States) рядового і сержантського складу (англ. enlisted) використовують позначення «E-». Рівень оплати у нормальному випадку відповідає військовому, морському, повітряно-військовому, чи рангу марінів. Тобто рівень оплати E-1 відводиться для рядових(-рекрутів), що були на службі 6 (шість) місяців і які мають технічний ранг (PV1), що є частиною комбінованого (PVT). Рядовим (PVT) військовослужбовець може залишатися до року зазвичай, але у резервних частинах може бути і довше. Ранг рядовий (PVT) поділяється на (PV1) і (PV2), що відповідає «E-1» і «E-2». Рівень оплати не-офіцерського складу (рядовий (англ. lower enlisted) і сержантський (англ. non-commissioned officers, NCO)) має 9 (дев'ять) рівнів до «E-9».
У США є таке поняття як «служба в мундирах» (англ. uniformed services), що чітко регламентується. Рівень оплати у свою чергу має 3 (три) групи «E-» (англ. enlisted, у списку) рядовий і сержантський склад, «W-» (англ. warrant offiers приказні офіцери) прапорщики (умовно), «O-» (англ. commissioned officers, повноважні офіцери) офіцери.

### Військово-облікова (професіональна) спеціальність
У ВПС США, покажчик служби має назву Air Force Specialty Code (кодування спеціальностей ВПС), у армії та Корпусі морської піхоти США — військово-облікова спеціальність, а у ВМС та береговій охороні — рейтинг.